# Rainer W. Schlegelmilch
Rainer W. Schlegelmilch (* 1941 in Suhl) ist ein deutscher Fotoreporter. Er wurde vor allem als Fotograf von internationalen Rennserien wie die Formel 1, Rallye-WM, Sportwagen-Weltmeisterschaften bekannt.

## Leben und Karriere
Rainer W. Schlegelmilch ging in Frankfurt zur Schule und machte dort 1960 sein Abitur. Im Anschluss daran ging er nach München zur Bayerischen Staatslehranstalt für Photographie. Im Rahmen seines Abschlussexamens porträtierte er in 1962 verschiedene Rennfahrer, die beim 1000-km-Rennen auf dem Nürburgring dort antraten. Kurz danach besuchte er seinen ersten Formel 1 Grand Prix in Spa-Francorchamps, Belgien. 1964 eröffnete er sein Studio für Fotodesign und Werbefotografie in Frankfurt. Da Rainer W. Schlegelmilch inzwischen vom Motorsport sehr fasziniert war, besuchte er weiterhin verschiedene Autorennen und verkaufte – neben seiner Werbefotografie – Fotos an renommierte Publikationen wie Auto Motor und Sport, Powerslide, ADAC Motorwelt, Sports Car Graphic, Car & Driver, Road & Track, Auto Revue sowie Auto Bild. Bis etwa 1970 fotografierte er zumeist in Schwarz-Weiß.
Ab Ende der 1960er machte er auch Farbfotos und seine Bilder erschienen immer häufiger in Kalendern und Büchern. Selbst große Firmen wie Philip Morris, Mobil, Shell, Champion, Ferrari, Red Bull, Mercedes und BMW verwenden seine Aufnahmen und die typischen Zoom Shots als visuelle Kaufanreize für ihre Produkte. Vor allem die Formel 1 war und ist das Haupttätigkeitsfeld von Schlegelmilch. Mit rund 470.000 Dias respektive digitalen Farbaufnahmen (seit 2004) sowie rund 15.000 Schwarz-Weiß-Fotos verfügt er über eins der der größten Archive in der Grand-Prix-Szene. Allein von Michael Schumacher machte er 30.000 Fotos.
Schlegelmilch ist zudem Herausgeber vieler Bildbände und Kalender von verschiedenen Rennserien. Der Aufbau seines umfassenden Online-Archivs von Fahrzeugen verschiedener Automobilhersteller wie Aston Martin, BMW, Mercedes, Ferrari oder Porsche und andere mehr ist nahezu abgeschlossen.
2011 ehrte ihn Bernie Ecclestone in Monza mit einem lebenslang gültigen Presse-Fotografenpass. Bis heute hat Schlegelmilch über 600 GPs besucht und fotografiert.
Viele aktuelle und ehemalige Rennfahrer sind mit Schlegelmilch befreundet. So zählte auch der 1970 tödlich verunglückte Lotus-Pilot Jochen Rindt zu seinem eher engeren Freundeskreis. Schlegelmilch lernte auch Juan Manuel Fangio kennen und war von der Aura dieses fünffachen Weltmeisters stark beeindruckt. Mit Jacky Ickx ist er noch heute befreundet.
2014 und 2015 gab es verschiedene Ausstellungen mit Fotografien von Rainer W. Schlegelmilch unter anderem in Brüssel, Königswinter, Salzburg und Wien.
Eine Spezialität sind seine Bewegungsaufnahmen, die sogenannten Zoom Shots. Bei jedem Grand-Prix-Termin zoomt er mit Langzeitbelichtungen während des Trainings. Er versucht dabei möglichst nur den Helm des Rennfahrers scharf zu bekommen, der Rest ist farbiger Speed.
Im August 2017 wurde bekannt, dass Motorsport Network, die weltgrößte Motorsportmedia-Organisation das Fotoarchiv des deutschen Fotografen Rainer W. Schlegelmilch mit mehr als 600.000 historischen Motorsportbildern erworben hat. Die Kollektion von Schlegelmilch wird in das umfangreiche Archiv von LAT Images integriert, das im vergangenen Jahr Teil von Motorsport Network geworden ist. „Sein einzigartiger Stil, in dem er den Rennsport und die Formel 1 über 55 Jahre lang dokumentiert hat, hat ihn zur obersten Referenz im Geschäft gemacht“, sagte Motorsport-Network-Geschäftsführer Zak Brown, der zudem Chef der McLaren Technology Group und damit auch von McLaren Racing, dem Formel-1-Team ist. Schlegelmilchs Bilder werden auf der neuen LAT-Website zu sehen sein, die gerade entwickelt wird und im November 2017 online gehen soll.

## Historisch einmalige Technikaufnahmen
Schlegelmilch hat seit 1975 den Grand Prix von Monaco besucht und immer an derselben Stelle sowie immer aus demselben Blickwinkel fotografiert. Diese Stelle zwischen Loews und Portier wird von Insidern inzwischen schon ″Schlegelmilch-Kurve″ genannt. Anhand dieser Aufnahmen lassen sich die technischen Veränderungen an den Fahrzeugen sowie den daraus resultierenden Fahrdynamikmöglichkeiten intensiv studieren. Vor allem die Renningenieure nutzen das gerne.